# Новікова Анна Вікторівна
А́нна (Ганна) Но́вікова (* 1987) — українська веслувальниця. Бронзова призерка чемпіонатів Європи; майстер спорту України міжнародного класу.

## З життєпису
Народилась 1987 року в місті Херсон. Вихованка Київської міської школи вищої спортивної майстерності Виступала у веслуванні на позиції рульової.
Виграла дві бронзові медалі на Чемпіонаті Європи з веслування в 2009 і 2011 роках.